# TNT (tecido)

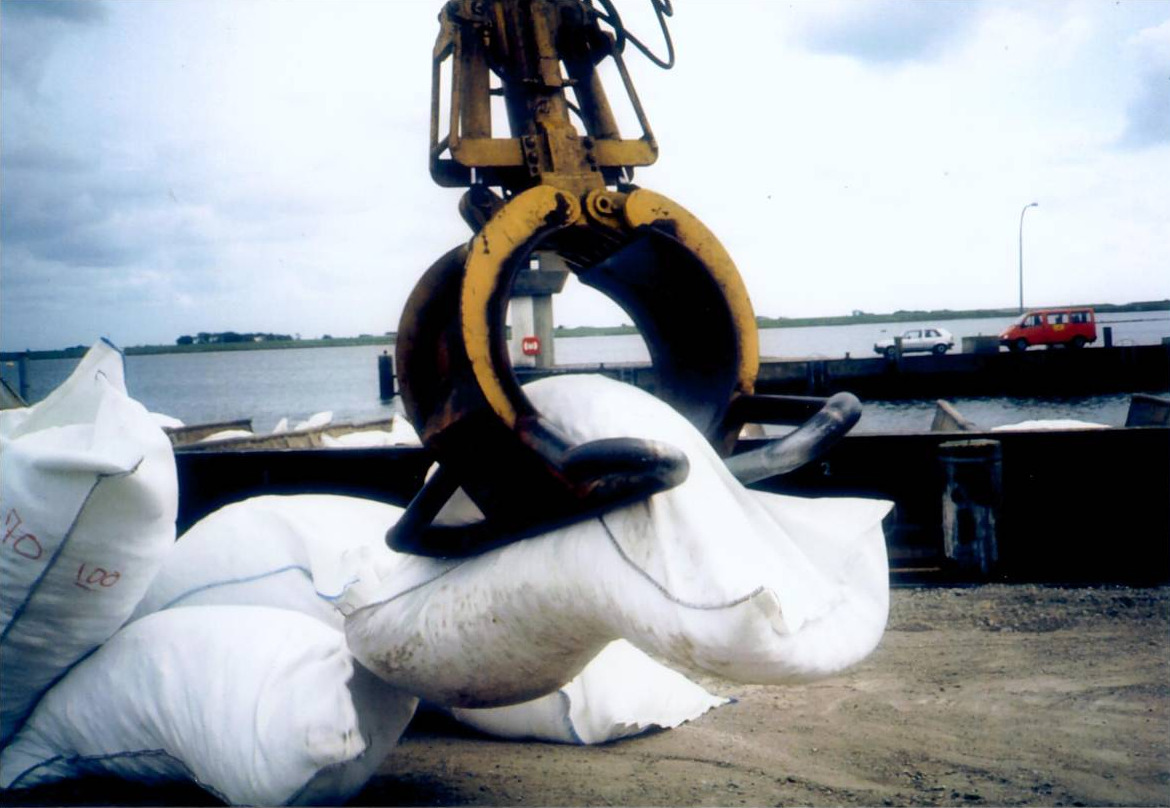
Sacolas de tecido geotêxtil de não tecido são muito mais robustos do que sacolas de tecido da mesma espessura.

TNT (sigla de "tecido não tecido") é um material semelhante ao tecido mas obtido através de uma liga de fibras e um polímero  geralmente polipropileno (PP) dispostas aleatoriamente e coladas por calor ou pressão. O termo é usado na indústria têxtil para se referir a tecidos, como feltro, que não são tecidos nem trabalhados como malhas. Alguns materiais não tecidos não têm resistências suficientes a menos que sejam densificados ou reforçados por um suporte. Nos últimos anos, os não-tecidos tornaram-se uma alternativa à espuma de poliuretano.
Conforme a norma brasileira NBR-13370, o não tecido é uma estrutura plana, flexível e porosa, constituída de véu ou manta de fibras ou filamentos, orientados direcionalmente ou ao acaso, consolidados por processo mecânico (fricção) e/ou químico (adesão) e/ou térmico (coesão) e combinações destes.
O não tecido também é conhecido como nonwoven (no idioma inglês), notejido (no idioma espanhol), tessuto nontessuto (no idioma italiano), nontissé (francês) e vliesstoffe (alemão).